# Mogyoróhagyma
A mogyoróhagyma vagy salottahagyma a vöröshagyma egy változata, melyet főképp kiskertekben, háznál termesztenek. Hagymája kisebb a vöröshagymáénál.
Latin neve korábban Allium ascalonicum volt, azonban ma már az Allium cepa, azaz a vöröshagyma változatának tekintik. Közeli rokona a fokhagyma, a póréhagyma, a metélőhagyma, valamint a kínai gyöngyhagyma (Allium chinense).

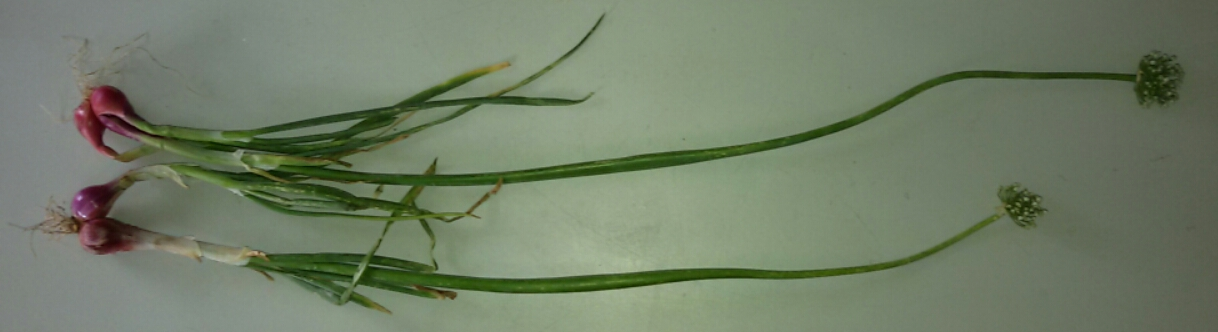
Mogyoróhagyma szárral
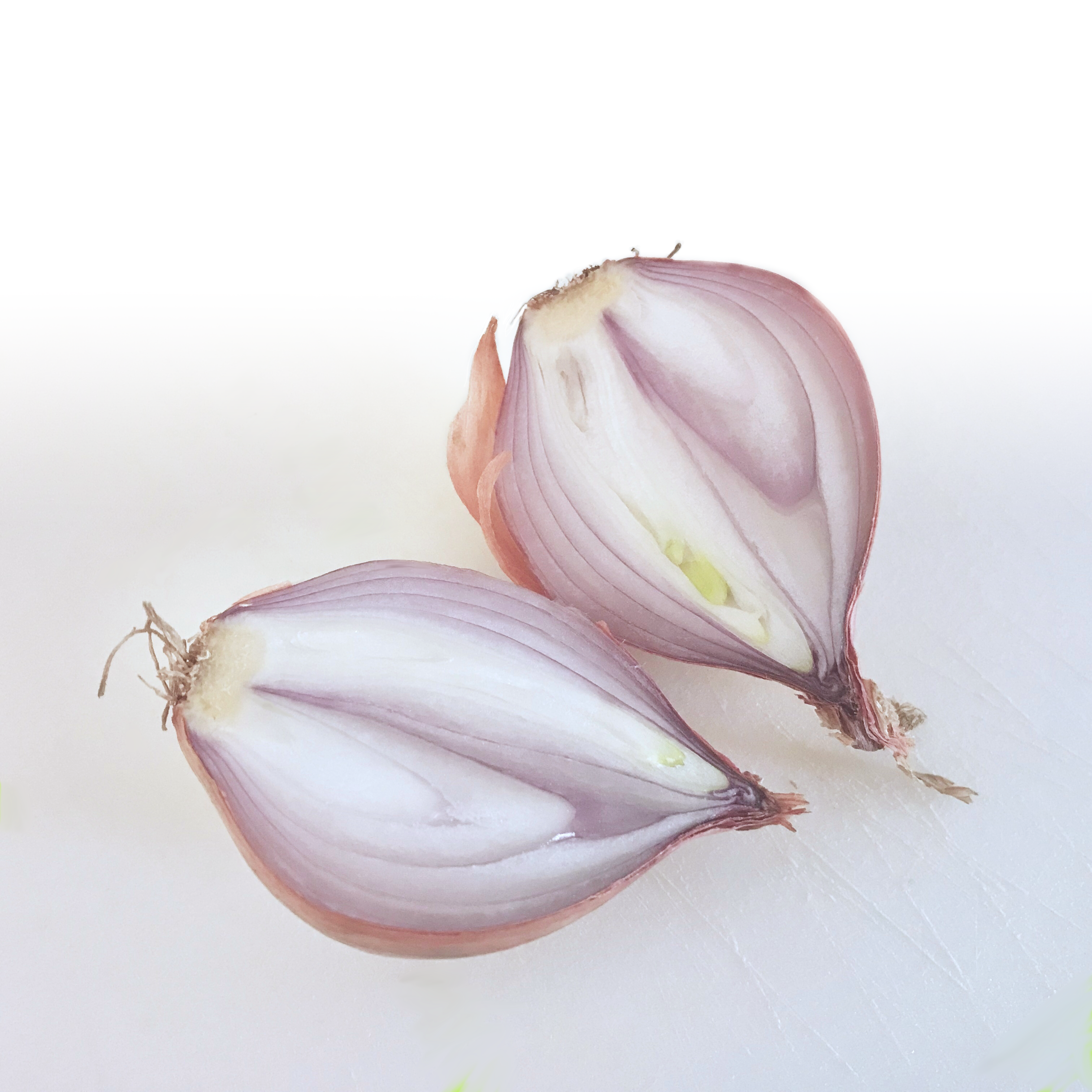
Félbe vágva